# Battaglia di Víðines
La battaglia di Víðines (in islandese Víðinesbardagi) fu una battaglia della storia dell'Islanda, combattuta all'inizio del XIII secolo tra le forze secolari e quelle clericali.
Il vescovo cattolico Guðmundur Arason aveva difeso a lungo il diritto della Chiesa di giudicare da sé i propri membri contro l'ingerenza del potere secolare dei personaggi più influenti dell'Islanda dell'epoca, i goðar (singolare goði), i capi dei vari clan su cui si reggeva lo Stato libero d'Islanda. Nel 1208, Kolbeinn ed Arnór Tumason del clan degli Ásbirningar e Sigurður Ormsson del clan degli Svínfellingar si recarono presso la sede episcopale di Guðmundur per farsi consegnare alcuni uomini della sua diocesi contro cui dichiaravano di avere diritto d'istruire un processo, ma il vescovo si oppose loro affermando che il clero aveva il diritto di processare da sé i propri membri; i tre goðar ed il vescovo si scontrarono a Víðines, presso Hólar, la sede del vescovo. Kolbeinn Tumason morì in battaglia, la sua testa fracassata su una grossa roccia, e le forze dei goðar si dispersero; prima di morire, Kolbeinn compose il poema Heyr, himna smiður ("Ascolta, divino Creatore"), che ancora oggi è un inno della tradizione islandese.